# Andrzej Staruszkiewicz
Andrzej Staruszkiewicz (ur. 15 stycznia 1940 w Desznie) – polski fizyk, profesor nauk fizycznych, wykładowca akademicki Uniwersytetu Jagiellońskiego, członek czynny Polskiej Akademii Umiejętności, członek korespondent Polskiej Akademii Nauk. 

## Życiorys
Urodził się w Desznie (miejscowości, która obecnie jest częścią uzdrowiska Rymanów-Zdrój), dokąd jego rodzice przybyli z Bydgoszczy szukając schronienia w czasie okupacji. Do Bydgoszczy wrócili w 1945, i tam prof. Staruszkiewicz spędził dzieciństwo i młodość. Kilka lat, ze względów zdrowotnych przebywał też w Zakopanem. W 1956 podjął studia z fizyki na Uniwersytecie Jagiellońskim, ukończone w roku 1961. Z Instytutem Fizyki tej uczelni związał również swoje życie zawodowe, przechodząc wszystkie szczeble kariery akademickiej, od asystenta do profesora. W 1965 obronił doktorat, w 1980 został profesorem nadzwyczajnym, a w 1991 profesorem zwyczajnym. 18 listopada 2009 otrzymał tytuł profesora honorowego UJ.
W latach 1981–1984 pełnił funkcję Dyrektora Instytutu Fizyki UJ, a od 1984 do 1987 był Dziekanem Wydziału Matematyki i Fizyki UJ. Przez ponad dwadzieścia lat (1975-1995) był zastępcą redaktora naczelnego czasopisma Acta Physica Polonica B, a przez kolejnych dziesięć (1995-2005) jego redaktorem naczelnym.
Odbył dwa roczne staże zagraniczne. W 1966 na uniwersytecie w Syracuse, a w 1974 w Monachium. Wyjeżdżał też na krótsze staże na Uniwersytet Karoliny Południowej w USA.
Od 1991 jest członkiem Polskiej Akademii Umiejętności (jako członek czynny Wydziału III Matematyczno-Fizyczno-Chemicznego), a od 1994 członkiem korespondentem Polskiej Akademii Nauk (Wydziału III Nauk Ścisłych i Nauk o Ziemi). 
Zajmuje się fizyką teoretyczną, teorią pola i teorią względności oraz, przez ponad 20 lat, również możliwością wyprowadzenia z teorii wartości ładunku elementarnego, tzw. stałej alfa (co nie udało się np. Paulowi A.M. Diracowi). Sformułował kwantową teorię ładunku elektrycznego, która tłumaczy kwantowanie ładunku elektrycznego, jego uniwersalność oraz nieistnienie monopoli magnetycznych. Jest też autorem hasła determinizm w fizyce w Encyklopedii PWN.

## Nagrody
Otrzymał wiele prestiżowych nagród i odznaczeń. W 1973 otrzymał trzecią nagrodę w konkursie Gravity Research Foundation. W 2003 nagrodę Rektora UJ Pro Arte Docendi. Odznaczony Krzyżem Kawalerskim i Krzyżem Oficerskim (2004) Orderu Odrodzenia Polski